# Albania

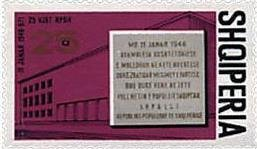
Sello de Albania

Albania (en albanés: Shqipëri o Shqipëria), oficialmente República de Albania (en albanés: Republika e Shqipërisë), es un país situado en el sudeste de Europa. Se encuentra en el mar Adriático y Jónico dentro del mar Mediterráneo, y comparte fronteras terrestres con Montenegro al noroeste, con Kosovo al noreste, Macedonia del Norte al este, Grecia al sur; y un límite marítimo con Grecia, Montenegro e Italia al oeste. Tirana es su capital y ciudad más grande, seguida de Durrës, Vlorë y Shkodër.
El actual territorio albanés fue, en diversos momentos de su historia, parte de la provincia romana de Dalmacia (sur de Ilírico), de Macedonia y de Mesia Superior. La república moderna consiguió su independencia tras el colapso del Imperio otomano en Europa como resultado de las Guerras de los Balcanes, desarrolladas entre los años 1912 a 1913. Albania declaró su independencia en 1912 y esta fue reconocida al año siguiente. A partir de entonces, el país se constituyó como principado, república y reino hasta su invasión por tropas italianas en 1939. Italia creó la Gran Albania, que en 1943 pasó a ser protectorado nazi. En 1944 se creó una democracia popular comunista bajo el liderazgo de Enver Hoxha y el Partido del Trabajo de Albania, que gobernaron el país hasta la disolución de la república socialista y la creación de la República de Albania en 1991.
En la actualidad Albania es una democracia parlamentaria con una economía de transición. Su capital, Tirana, es el centro económico, político y cultural del país, así como la mayor ciudad con una población de 610 070 habitantes del total de 3 038 594 del país (2016). Las reformas destinadas a crear un mercado libre han abierto el país a las inversiones extranjeras, especialmente en el desarrollo de energía e infraestructuras de transporte.
Albania es miembro de la ONU, la OTAN, la OSCE, el Consejo de Europa, la Organización Mundial del Comercio, la Organización para la Cooperación Islámica y miembro fundador de la Unión para el Mediterráneo. El país es un candidato oficial para la adhesión a la Unión Europea desde enero de 2003 y solicitó oficialmente su ingreso el 28 de abril de 2009.

## Toponimia
El topónimo usado en las lenguas occidentales se origina en el pueblo de los albanos, ubicado por Ptolomeo en la región de Iliria, quienes aparecen en las fuentes bizantinas y del resto de Europa como arbanitas, o albanos. Se ha relacionado la raíz alb, con palabras de origen indoeuropeo como alb (colina), que dio también Alpes, o bien con el vocablo indoeuropeo albh (blanco), en alusión a la nieve.
El autoglotónimo es Shqipëria para el país y Shqypnia/Shqipnia para los habitantes; denominaciones que sustituyeron a Albania o Arbani desde el siglo XVIII. Ambos términos proceden de la misma raíz albanesa, shqipoj que deriva a su vez del latín excipere, con el sentido de hablar claramente.
La etimología popular relaciona a Shqipëria con la palabra albanesa shqipe; águila y esta explicación es recogida por los símbolos de la nación como el águila de su bandera.

## Historia

### Prehistoria, Antigüedad y Medievo

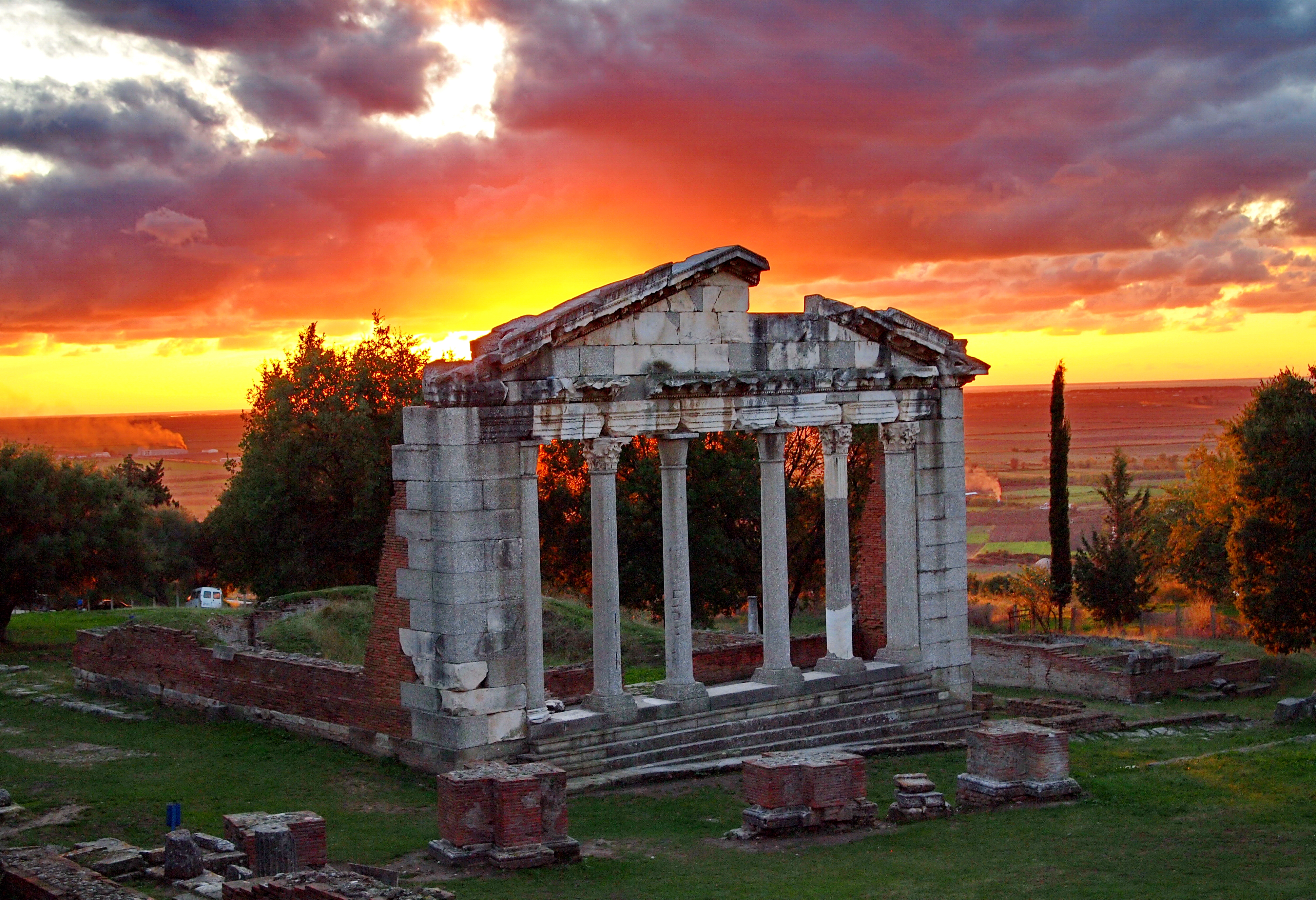
Apolonia fue una importante colonia de la antigua Grecia en la costa de Iliria, a lo largo del mar Adriático

El pueblo más antiguo conocido que habitó el centro y norte del actual territorio de Albania fue el de los ilirios; al sur estaba la tribu griega de los caones. Los griegos del sur también colonizaron las costas y el sur del territorio, que quedó en gran parte incluido dentro del Epiro. Los ilirios efectuaban frecuentes incursiones en los estados helenísticos de la Molosia, Peonia e incluso la Macedonia. En el 35 a. C., los romanos conquistaron la zona, dividiéndola en las provincias de Ilírico y Epiro.
Bajo los romanos, Iliria conoció una época de paz y prosperidad. La atravesaba la importante ruta comercial entre Roma y Constantinopla, la Vía Egnatia, que pasaba entre Epidamnos/Durrës y Tesalónica. Los ilirios, al igual que los griegos, conservaron su lengua y sus tradiciones durante el dominio romano. Cuando el Imperio romano quedó dividido en el año 395 d. C., los ilirios fueron asimilados por el Imperio bizantino. Durante los siglos V y VI confluyeron con pueblos itinerantes como los visigodos, hunos, ostrogodos; y terminaron siendo vecinos (al norte y al este) de los eslavos, que asimilaron en esas zonas a los ilirios o macedonios.

### Albania otomana
A fines de la Edad Media los turcos otomanos invadieron la península balcánica. Entre 1443 y 1468, Gjergj Kastrioti, llamado Skanderbeg (el jefe Alejandro, en la albanización del turco «Iskender Bey»), dirigió en nombre de los albaneses las luchas conjuntas de serbios, búlgaros, rumanos y otros pueblos de la zona contra los turcos otomanos, convirtiéndose en el héroe nacional y un icono de la lucha contra el invasor islámico. Antonio Vivaldi le dedicó una ópera a Skanderbeg con el mismo nombre. De esta época datan los primeros documentos escritos en lengua albanesa, en alfabeto cirílico.
En ese largo período de ocupación sucedieron varios hechos determinantes para la actual cultura albanesa: gran parte de la población urbana ortodoxa se exilió, principalmente en el sur de Italia y Grecia, y en parte se emplearon como mercenarios, mientras que la mayoría de la población que se mantuvo en el país fue convertida al islam, a lo largo de los siete siglos de ocupación. Tras la progresiva conversión al islam de gran parte de los albaneses, estos se convirtieron en un pueblo privilegiado y leal al Imperio, alcanzando altos cargos en la administración del Imperio (como los Köprülü, Ali Pasha de Tepelen o Mehemet Ali) y también como fuerzas de choque para mantener el control sobre Grecia, Serbia, el territorio de la actual Macedonia del Norte y Bulgaria. La emigración de parte de la población serbia del actual Kosovo llevó a los albaneses a hacerse mayoritarios en esa región.

### Independencia y guerras mundiales

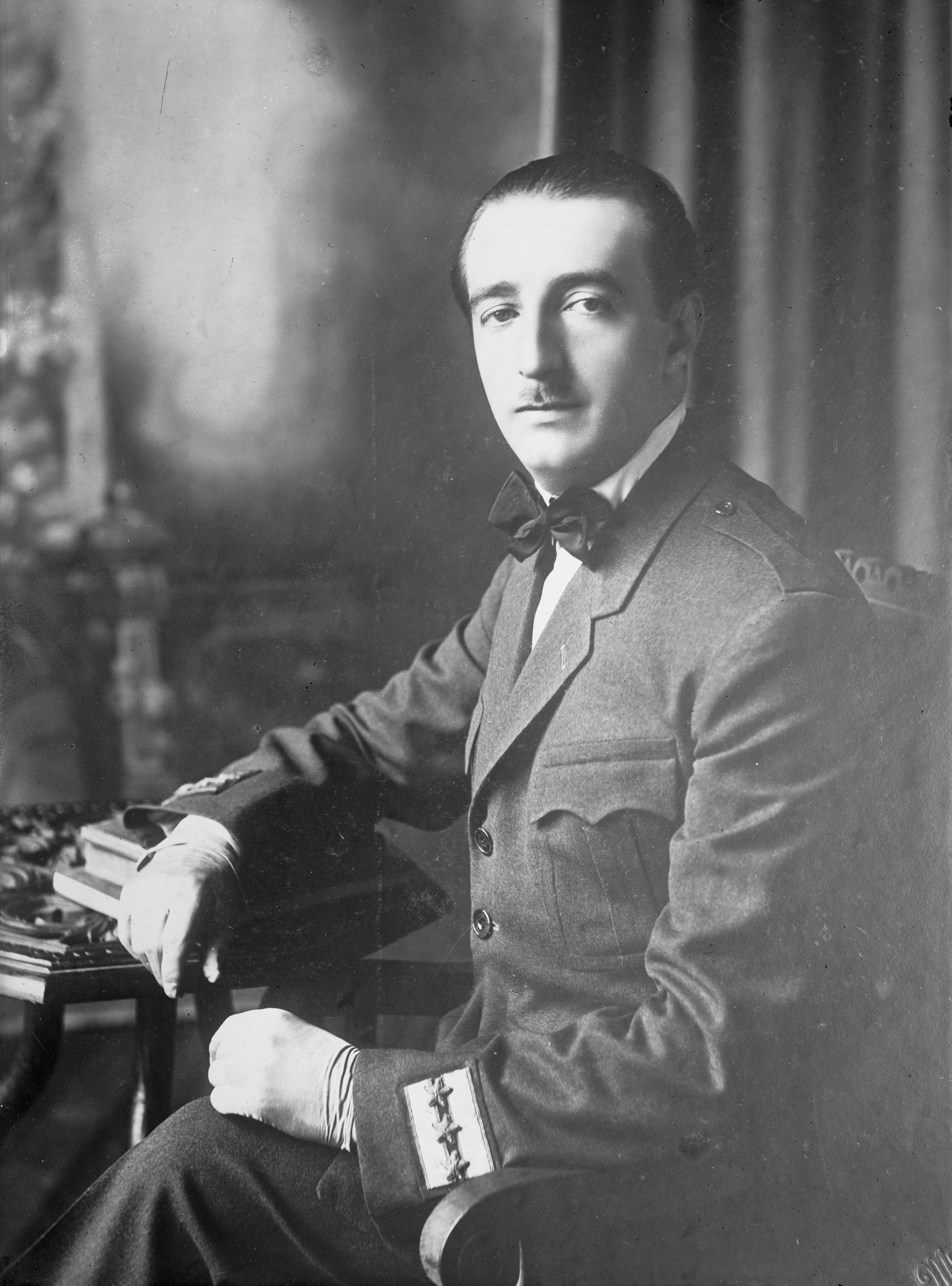
Ahmet Bey Zogu, que se proclamó rey con el nombre de Zog I de Albania.

En 1912, ante las sucesivas derrotas que sufrieron los turcos en las guerras balcánicas y la amenaza del expansionismo de Montenegro (que se quedó con Ulcinj y alguna otra zona), de Serbia (que alcanzó su reclamo histórico sobre Kosovo) y de los griegos y su Megáli Idea, los albaneses reclamaron su independencia y la consiguieron gracias al apoyo austríaco e italiano; las potencias europeas colocaron como rey a Guillermo de Wied, que no duró, porque durante la Primera Guerra Mundial el empobrecido territorio fue campo de batalla entre las fuerzas de la Entente Cordiale y las de los denominados Imperios Centrales, y al concluir la guerra se ratificó el control serbio-montenegrino sobre las zonas de mayoría albanesa del norte y el este; Grecia obtuvo hasta el año 1914 el control del Epiro del norte.
En 1918 en Argirópolis (pese a que esta ciudad estaba en la zona de ocupación griega) se proclamó la independencia formal de Albania, aunque la «Albania independiente» pronto pasó a ser en la práctica un protectorado italiano al mando inicialmente de Ahmet Zogu.

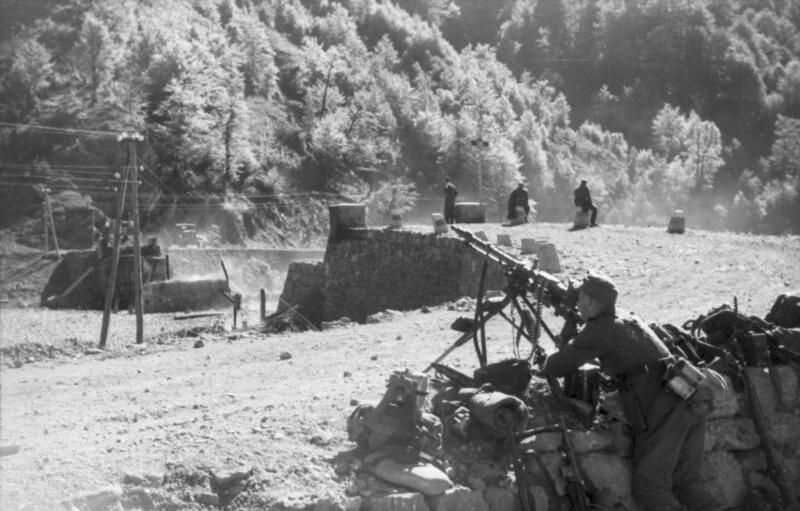
Soldados alemanes en Albania durante la Segunda Guerra Mundial

Albania se convirtió en una monarquía en 1928, cuando el presidente Ahmet Zogu se declaró rey con el nombre de Zog I. El 8 de abril de 1939 el ejército de la Italia fascista invadió Albania y el rey Zogu huyó; entonces el gobierno italiano proclamó rey de Albania al rey italiano Víctor Manuel III (1939-1943). Durante la Segunda Guerra Mundial, se organizaron guerrillas contra los italianos.

### Albania comunista
Al final de la guerra, el Partido del Trabajo de Albania, creado en 1941 bajo la influencia de la Unión Soviética, tomó el control del estado albanés, bajo el liderazgo de Enver Hoxha, quien había combatido en la resistencia. En 1955, Albania pasó a ser miembro del Pacto de Varsovia.

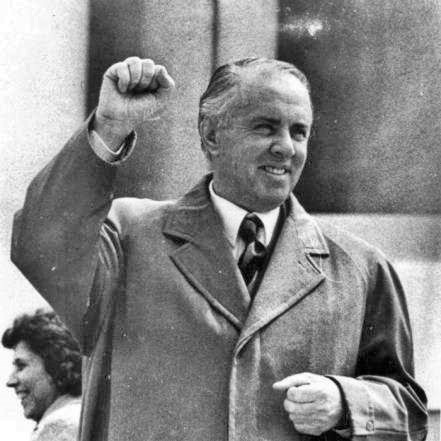
Enver Hoxha, dictador de Albania (1944-1985).

Durante casi cuatro décadas bajo su gobierno, Hoxha estableció y rompió las relaciones con diversos países socialistas. El país fue inicialmente aislado por Occidente, luego Hoxha realizó una dura crítica al gobierno de Nikita Jrushchov, debido a lo que él consideró revisionismo jruschovista, rompiendo relaciones con la Unión Soviética y acercándose a China, posteriormente se rompieron relaciones con China y se potenció la relación económica con las naciones vecinas.
El Gobierno llevó a cabo reformas encaminadas a la modernización económica y logró importantes resultados en los ámbitos de la industrialización, el desarrollo agrícola, la educación, las artes y la cultura, lo que contribuyó a un aumento general del nivel de vida. Sin embargo,  Albania fue el único país comunista de Europa del Este que rechazó la destalinización.
En 1985, Enver Hoxha murió y Ramiz Alia tomó su lugar. Inicialmente, Alia intentó seguir los pasos de Hoxha, pero los cambios en Europa del Este ya habían comenzado: Mijaíl Gorbachov había aparecido en la URSS con nuevas políticas (Glásnost y Perestroika) que acabaron el bloque socialista. Después de que Nicolae Ceaușescu (líder comunista rumano) fuera ejecutado en una revuelta, Alia firmó el acuerdo de Helsinki (el cual fue firmado por otros países en 1975), por el que se comprometía a modificar la legislación en materia civil. En 1992 fueron convocadas elecciones pluripartidistas, que ganó el Partido Democrático de Albania con el 62 % de los votos.

### Albania contemporánea
Desde 1990, Albania ha estado orientada hacia Occidente y en transición al capitalismo, fue aceptada en el Consejo de Europa y en la OTAN, y también ha pedido formar parte de la Unión Europea. La fuerza laboral de Albania siguió emigrando a la Unión Europea y Norteamérica.
El primer trimestre de 1997 fue un momento muy delicado para Albania, en la que en unas pocas semanas el Estado rozó la descomposición y la guerra civil. Dos hechos fundamentales desencadenaron esta situación: a las caóticas elecciones legislativas en la que resultó ganador el Partido Democrático de Sali Berisha se le sumó el colapso de unos sistemas financieros piramidales de esquema Ponzi que tenían el aval de los funcionarios del gobierno de Berisha y que perjudicaron enormemente al país al encontrarse participando en ellos cerca de dos tercios de la población albanesa. Esto desencadenó un descontento generalizado que se consumó en levantamientos armados y asaltos a cuarteles militares y depósitos de armas. Un levantamiento armado, dirigido por «comités de salvación», de orientación comunista, estalló en Vlorë y el sur del país. Luchas y enfrentamientos ocurrieron en la capital y las demás ciudades. Con el objeto de aplastar la rebelión, la ONU aprobó el envío urgente de una «Fuerza de Protección Multinacional» (FPM) de 7000 soldados liderada por Italia, cuya avanzada desembarcó en Durrës y Vlorë el 14 de abril. El descontento generalizado causó que el Partido Socialista ganara las elecciones de 1997. La FPM dejó el país en agosto. Al menos 2.000 personas murieron en los combates. Con cientos de miles de armas circulando por el país, éste se considera un «Estado fallido».
En 2007, Albania se convirtió en el primer país del mundo en eliminar todo su armamento químico.
En 2018, Albania vivió sus mayores protestas estudiantiles de la era poscomunista. El aumento de las tasas académicas es consecuencia de una ley que prevé la apertura de las universidades a la competencia y al mercado. El primer ministro Edi Rama afrontó la crisis destituyendo a la mitad de sus ministros.

## Gobierno y política

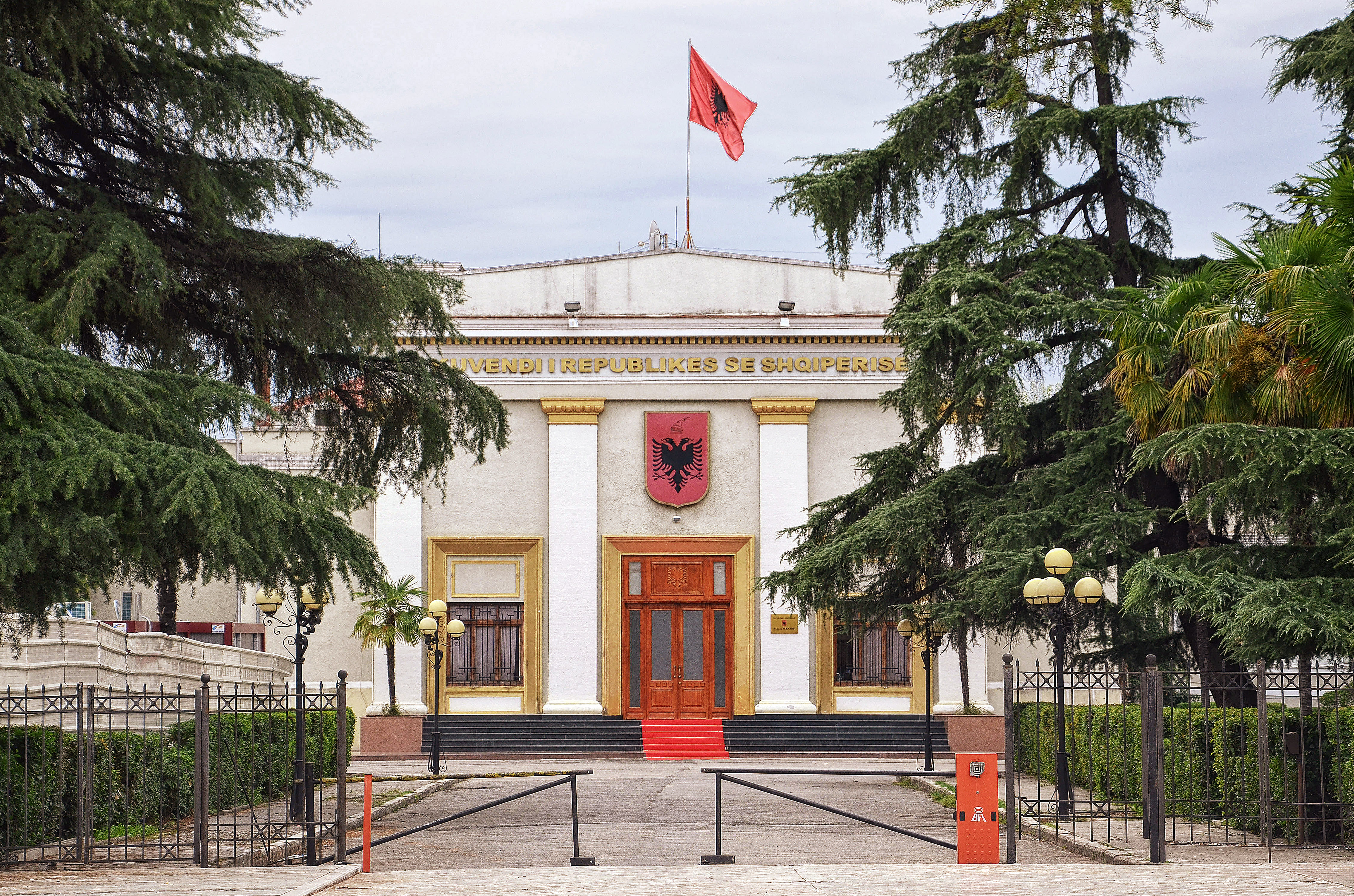
El Parlamento de Albania en Tirana.

La política de Albania se desarrolla en una república parlamentaria, a través de la cual el primer ministro es el jefe de Gobierno. El poder ejecutivo es ejercido por el gobierno. El poder legislativo se le confiere al gobierno y al Parlamento (Kuvendi i Republikës së Shqipërisë). Las elecciones se llevan a cabo cada cuatro años.
Según un informe de la Comisión Europea publicado en 2006 el 44 % de los ciudadanos de los Estados miembros de la Unión Europea se opone al ingreso de Albania dentro de dicha organización, contra un 41 % que se mostró a favor.

### Relaciones exteriores
En el tiempo transcurrido desde el fin del comunismo y el aislacionismo, Albania ha ampliado sus responsabilidades y su posición en los asuntos continentales e internacionales, desarrollando y estableciendo relaciones amistosas con otros países de todo el mundo. Las prioridades de la política exterior del país son su adhesión a la Unión Europea (UE), el reconocimiento internacional de Kosovo y la expulsión de los albaneses de Cham, así como ayudar y proteger los derechos de los albaneses de Kosovo, Montenegro, Macedonia del Norte, Grecia, Serbia, Italia y la diáspora.
La admisión de Albania en la Organización del Tratado del Atlántico Norte (OTAN) fue considerada por los políticos albaneses como una importante ambición para la política exterior del país. El país se ha comprometido ampliamente con la OTAN y ha mantenido su posición como factor de estabilidad y fuerte aliado de Estados Unidos y la Unión Europea (UE) en la región de los Balcanes. Albania mantiene fuertes lazos con Estados Unidos desde que apoyó la independencia y la democracia de Albania. Actualmente, ambos países han firmado varios acuerdos y tratados. En 2007, Albania recibió a George W. Bush, que se convirtió en el primer presidente de Estados Unidos que visitaba el país.

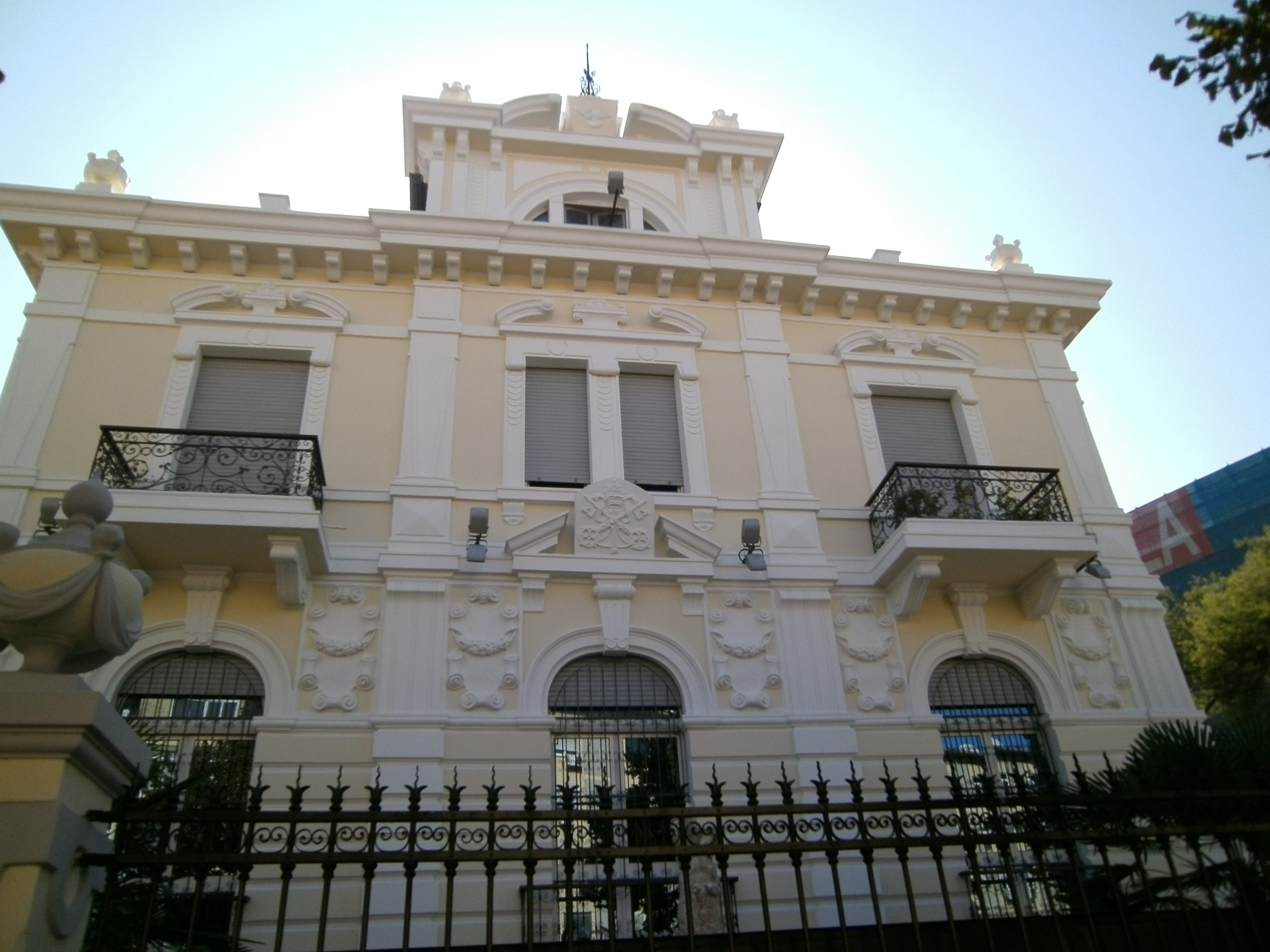
Nunciatura apostólica en Tirana

Albania y Kosovo están muy arraigados cultural, social y económicamente debido a la población mayoritaria albanesa de Kosovo. En 1998, el país contribuyó a apoyar los esfuerzos aliados para, según se afirmó, poner fin a la tragedia humanitaria de Kosovo y asegurar la paz tras el bombardeo de la OTAN sobre Yugoslavia.
Albania es miembro activo de las Naciones Unidas desde 1955. Fue miembro del Consejo Económico y Social de las Naciones Unidas entre 2005 y 2007, así como en 2012. Fue vicepresidente del ECOSOC en 2006 y 2013. En 2014, también se incorporó al Consejo de Derechos Humanos de las Naciones Unidas entre 2015 y 2017 y fue elegida vicepresidenta en 2015. Albania es miembro de pleno derecho de numerosas organizaciones internacionales, como el Consejo de Europa, la Organización Internacional para las Migraciones, la Organización Mundial de la Salud, la Unión por el Mediterráneo, la Organización de Cooperación Islámica, la Organización para la Seguridad y la Cooperación en Europa, el Fondo Monetario Internacional, la Organización Mundial del Comercio y la Francofonía.

### Defensa
Las Fuerzas Armadas albanesas están formadas por las Fuerzas de Tierra, Aire y Marina y constituyen las fuerzas militares y paramilitares del país. Están dirigidas por un comandante en jefe bajo la supervisión del Ministerio de Defensa y por el presidente como comandante supremo en tiempo de guerra, sin embargo, en tiempos de paz sus poderes se ejecutan a través del primer ministro y del ministro de Defensa.

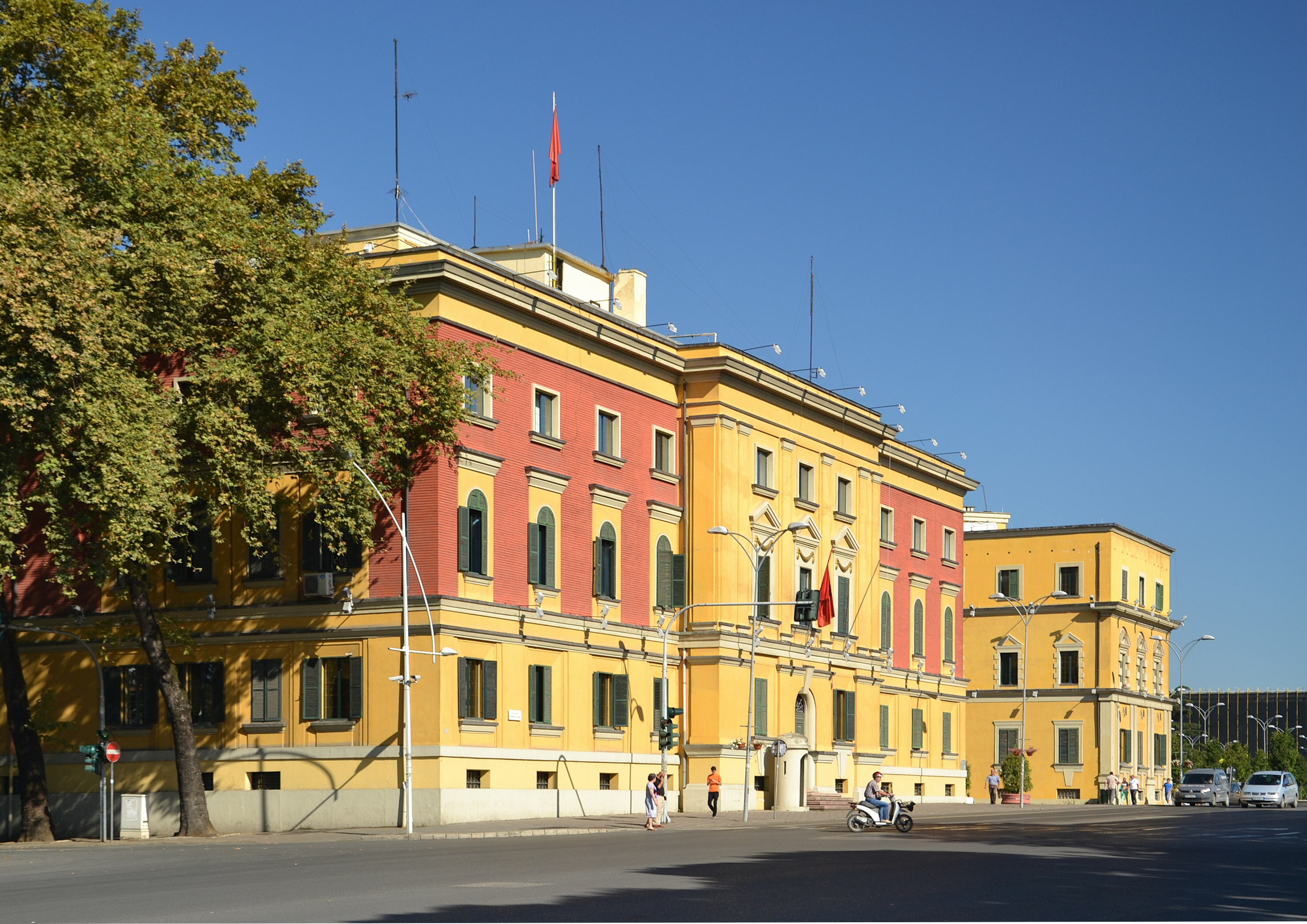
Ministerio de Defensa de Albania

El objetivo principal de las fuerzas armadas de Albania es la defensa de la independencia, la soberanía y la integridad territorial del país, así como la participación en operaciones humanitarias, de combate, de no combate y de apoyo a la paz. El servicio militar es voluntario desde 2010, siendo la edad mínima legal para el servicio los 19 años.
Albania se ha comprometido a aumentar las participaciones en operaciones multinacionales. Desde la caída del comunismo, el país ha participado en seis misiones internacionales, pero solo participó en una misión de las Naciones Unidas en Georgia, a la que envió tres observadores militares. Desde febrero de 2008, Albania participa oficialmente en la operación Active Endeavor de la OTAN en el mar Mediterráneo. Fue invitada a ingresar en la OTAN el 3 de abril de 2008, y se convirtió en miembro de pleno derecho el 2 de abril de 2009.
Albania redujo el número de tropas activas de 65 000 en 1988 a 14 500 en 2009. El ejército se compone ahora principalmente de una pequeña flota de aviones y buques. En la década de 1990, el país desechó enormes cantidades de material obsoleto procedente de China, como tanques y sistemas SAM. El aumento del presupuesto militar fue una de las condiciones más importantes para la integración en la OTAN. El gasto militar ha sido generalmente bajo. Se calcula que en 1996 el gasto militar representaba el 1,5 % del PIB del país, para alcanzar un máximo del 2 % en 2009 y volver a caer hasta el 1,5 %.

### Derechos humanos
En materia de derechos humanos, respecto a la pertenencia a los siete organismos de la Carta Internacional de Derechos Humanos, que incluyen al Comité de Derechos Humanos (HRC), Albania ha firmado o ratificado:
| Albania | Tratados internacionales | Tratados internacionales  | Tratados internacionales | Tratados internacionales | Tratados internacionales | Tratados internacionales | Tratados internacionales | Tratados internacionales | Tratados internacionales | Tratados internacionales | Tratados internacionales | Tratados internacionales | Tratados internacionales | Tratados internacionales | Tratados internacionales | Tratados internacionales | Tratados internacionales  | Tratados internacionales  |
| --- | --- | ------------------------- | --- | --- | --- | --- | ------------------------ | --- | --- | --- | --- | ------------------------ | --- | --- | ------------------------ | --- | ------------------------- | ------------------------- |
| Albania | CESCR | CESCR                     | CCPR | CCPR | CCPR | CERD | CED                      | CEDAW | CEDAW | CAT | CAT | CRC                      | CRC | CRC | CRC                      | MWC | CRPD                      | CRPD                      |
| Albania | CESCR | CESCR-OP                  | CCPR | CCPR-OP1 | CCPR-OP2-DP | CERD | CED                      | CEDAW | CEDAW-OP | CAT | CAT-OP | CRC                      | CRC-OP-AC | CRC-OP-SC | CRC-OP-CP                | MWC | CRPD                      | CRPD-OP                   |
| Pertenencia | Albania ha reconocido la competencia de recibir y procesar comunicaciones individuales por parte de los órganos competentes. | Ni firmado ni ratificado. | Albania ha reconocido la competencia de recibir y procesar comunicaciones individuales por parte de los órganos competentes. | Albania ha reconocido la competencia de recibir y procesar comunicaciones individuales por parte de los órganos competentes. | Albania ha reconocido la competencia de recibir y procesar comunicaciones individuales por parte de los órganos competentes. | Albania ha reconocido la competencia de recibir y procesar comunicaciones individuales por parte de los órganos competentes. | Firmado y ratificado.    | Albania ha reconocido la competencia de recibir y procesar comunicaciones individuales por parte de los órganos competentes. | Albania ha reconocido la competencia de recibir y procesar comunicaciones individuales por parte de los órganos competentes. | Albania ha reconocido la competencia de recibir y procesar comunicaciones individuales por parte de los órganos competentes. | Albania ha reconocido la competencia de recibir y procesar comunicaciones individuales por parte de los órganos competentes. | Firmado y ratificado.    | Albania ha reconocido la competencia de recibir y procesar comunicaciones individuales por parte de los órganos competentes. | Albania ha reconocido la competencia de recibir y procesar comunicaciones individuales por parte de los órganos competentes. | Sin información.         | Albania ha reconocido la competencia de recibir y procesar comunicaciones individuales por parte de los órganos competentes. | Ni firmado ni ratificado. | Ni firmado ni ratificado. |
| Firmado y ratificado, firmado, pero no ratificado, ni firmado ni ratificado, sin información, ha accedido a firmar y ratificar el órgano en cuestión, pero también reconoce la competencia de recibir y procesar comunicaciones individuales por parte de los órganos competentes. | |                           | | | | |                          | | | | |                          | | |                          | |                           |                           |

## Organización político-administrativa

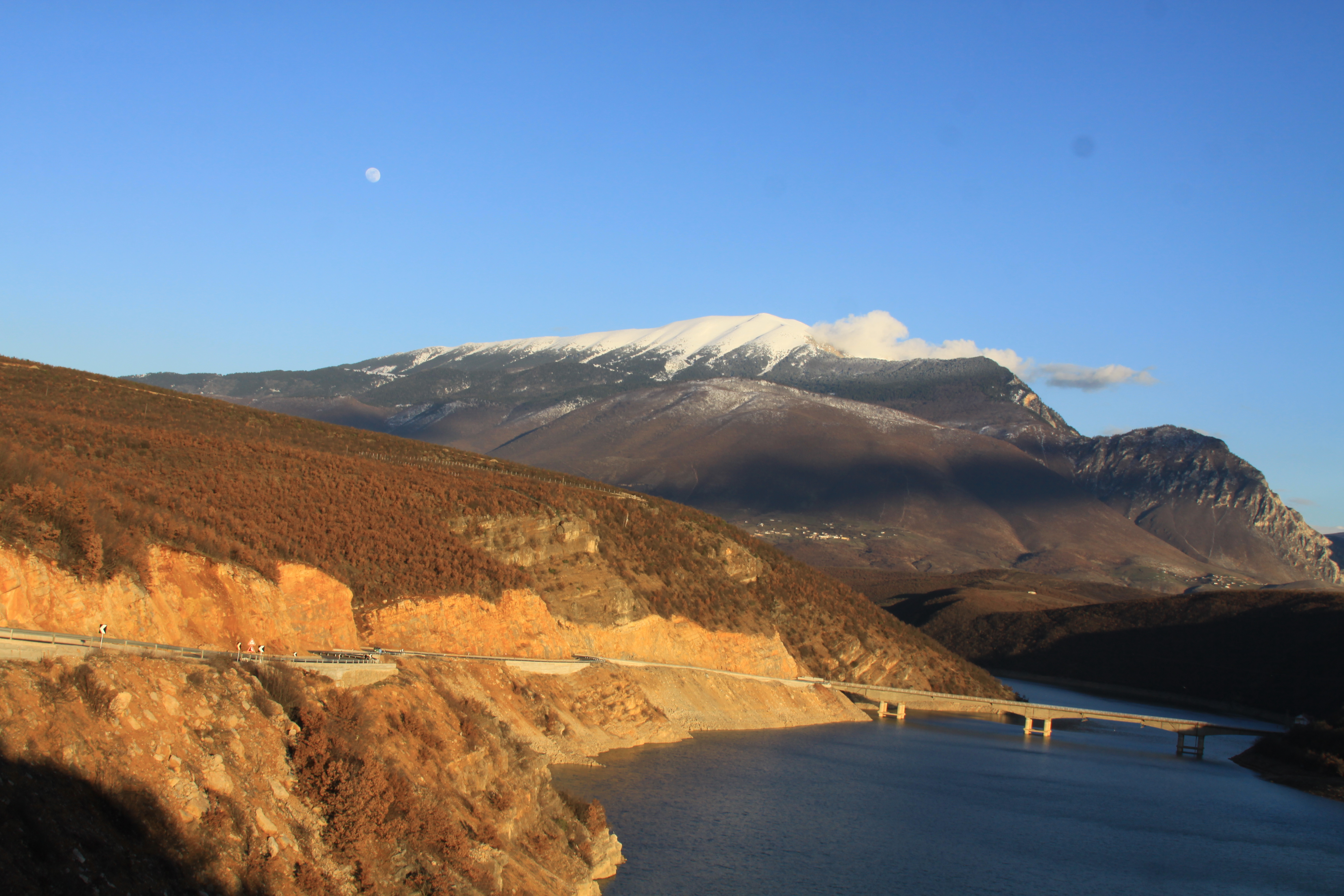
Paisajes del condado de Kukës, Albania

Albania es un estado unitario dividido en 12 condados, cada uno con su propio consejo y administración. Los condados son las principales divisiones administrativas del país y se subdividen en 61 municipios. Son responsables de propósitos geográficos, económicos, sociales y culturales dentro de los condados.

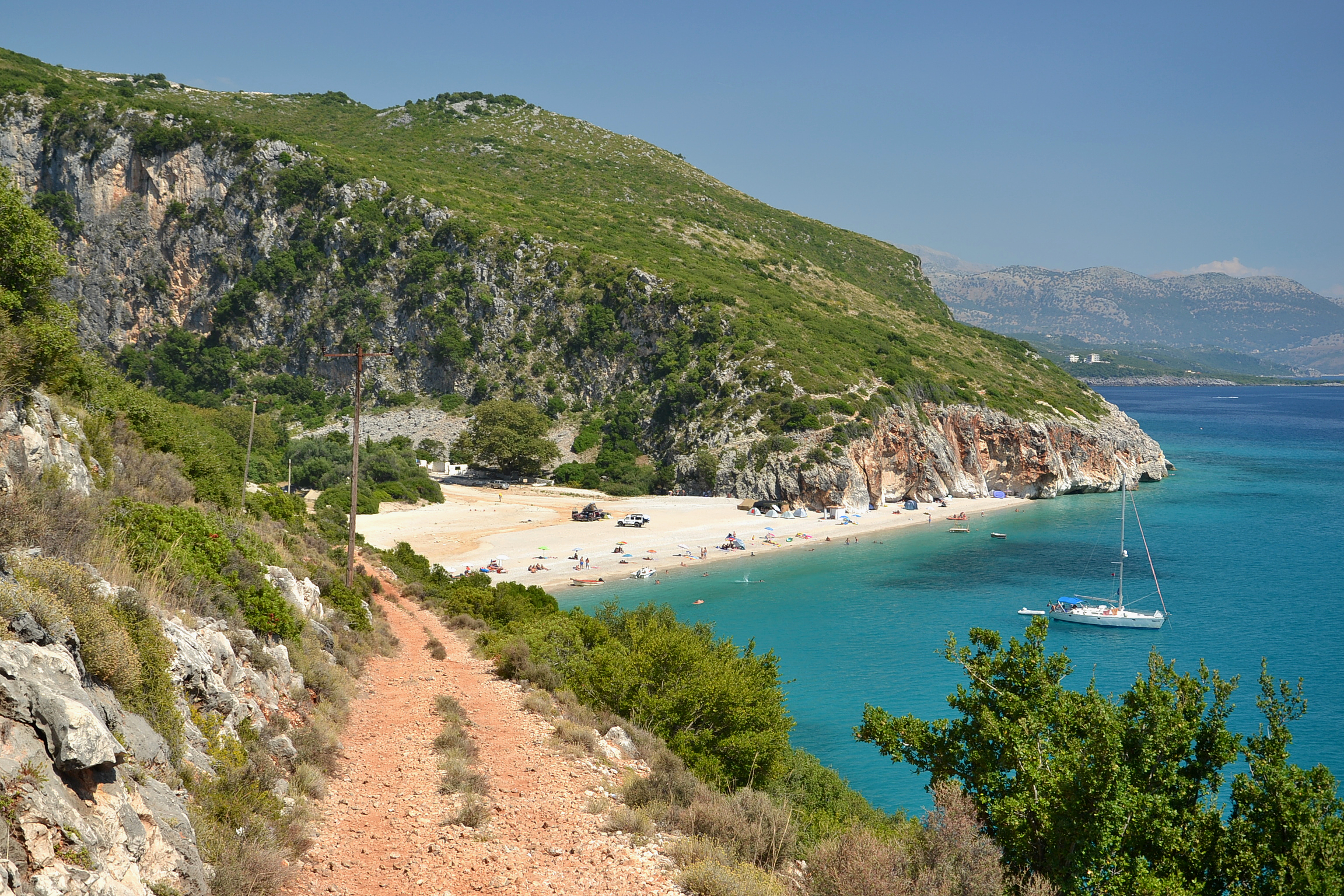
El cañón de Gjipe en el Condado de Vlorë

Los condados fueron creados el 31 de julio de 2000 para reemplazar los 36 distritos anteriores. El gobierno introdujo las nuevas divisiones administrativas, implementadas en 2015, las cuales redujeron los municipios a 61, siendo abolidas las zonas rurales. Los antiguos municipios son actualmente conocidos como barrios o pueblos. Hay un total de 2980 aldeas, antes conocidas como localidades. Los municipios son el primer nivel de gobierno local, responsables de las necesidades locales y la aplicación de la ley.
El condado más poblado de Albania es el condado de Tirana con más de 800 000 habitantes, seguido por el condado de Fier, con más de 300 000 habitantes. El condado menos poblado es el condado de Gjirokastër, con más de 70 000 habitantes. El condado más extenso es el condado de Korçë, que abarca 3711 km² del sureste de Albania, seguido por el condado de Shkodër con 3562 km² en el noroeste de Albania. El condado menos extenso es el condado de Durrës con un área de 766 km² en el oeste de Albania.
|  | 1. Shkodër 2. Kukës 3. Lezhë 4. Dibër 5. Durrës 6. Tiranë 7. Elbasan 8. Korçë 9. Fier 10. Berat 11. Vlorë 12. Gjirokastër |

## Geografía
Albania es un estado muy montañoso, con alturas generalizadas de más de 1000 metros sobre el nivel del mar. Las tierras bajas solo ocupan 1/7 del país y se reducen a la llanura litoral y a valles muy estrechos. La costa frente al mar Adriático es recortada, salpicada por golfos y cabos.
La vegetación mediterránea con maquias y coníferas destacan en la franja litoral mientras que en el interior montañoso predominan bosques de coníferas y caducifolias.
Según WWF, el territorio de Albania se reparte entre cuatro ecorregiones:
- Bosque mixto de los Alpes Dináricos en el extremo norte
- Bosque mixto balcánico en el noreste
- Bosque mixto de los montes Pindo en las montañas del centro y sureste
- Bosque caducifolio de Iliria en el resto del país

La línea costera tiene 362 km de longitud y está situada entre los mares Adriático y Jónico. La costa adriática, al norte, es baja y pantanosa, mientras que la costa jónica, que comienza en Vlorë, es abrupta, con montañas que caen directamente al mar, intercaladas con playas pequeñas; de ahí que esta zona se conozca como la Riviera albanesa.

### Clima
El clima del país es muy variable y diverso debido a las diferencias de latitud, longitud y altitud. Albania experimenta predominantemente un clima mediterráneo y continental, con cuatro estaciones distintas. Definido por la clasificación de Köppen, acoge cinco grandes tipos climáticos que van desde el mediterráneo y subtropical en la mitad occidental hasta el oceánico, continental y subártico en la mitad oriental de Albania.
Las zonas más cálidas del país se sitúan a lo largo de las costas del Adriático y del mar Jónico. Por el contrario, las zonas más frías se sitúan en las tierras altas del norte y del este. La temperatura media mensual oscila entre -1 °C en invierno y 21,8 °C en verano. La temperatura más alta, de 43,9 °C, se registró en Kuçovë el 18 de julio de 1973. La temperatura más baja de -29 °C se registró en el pueblo de Shtyllë, Librazhd, el 9 de enero de 2017.
Las precipitaciones varían naturalmente de una estación a otra y de un año a otro. El país recibe la mayor parte de las precipitaciones en los meses de invierno y menos en los de verano. La precipitación media es de unos 1485 mm. La precipitación media anual oscila entre los 600 y los 3000 mm, dependiendo de la ubicación geográfica. Las tierras altas del noroeste y el sureste reciben la mayor cantidad de precipitaciones, mientras que las tierras altas del noreste y el suroeste, así como las tierras bajas occidentales, reciben una cantidad más limitada.
Los Alpes albaneses, en el extremo norte del país, están considerados como una de las regiones más húmedas de Europa, ya que reciben al menos 3100 mm de lluvia al año. Una expedición de la Universidad de Colorado descubrió cuatro glaciares en estas montañas a una altitud relativamente baja de 2000 m, lo que es extremadamente raro para una latitud tan meridional. Las nevadas son frecuentes en invierno en las tierras altas del país, sobre todo en las montañas del norte y el este, incluidos los Alpes albaneses y las montañas Korab. La nieve también cae en las zonas costeras del suroeste casi todos los inviernos, como en las montañas de Ceraunia, donde puede permanecer incluso más allá de marzo.

### Topografía
Albania se caracteriza por ser un país montañoso, con altas montañas que ocupan aproximadamente dos tercios del país. Solo a lo largo de la costa adriática existe una llanura aluvial que comienza en el sur, cerca de Vlora, y se extiende en el norte a lo largo del lago Scutari hasta la frontera con Montenegro. En el centro de Albania se extiende hasta la gran llanura de Myzeqe. La costa adriática se caracteriza por sus numerosas lagunas y humedales. La costa del mar Jónico, en cambio, se eleva abruptamente hasta las altas montañas de la cordillera de Ceraún.
Una llamativa cordillera periférica separa la llanura costera de la región montañosa del este. Se extiende desde la frontera montenegrina en el norte hasta las montañas del sur de Albania. Su parte central son los Montes Skanderbeg, con Dajti como la mayor elevación de la cordillera de Kruja. La mayoría de las cordilleras y montañas de Albania están orientadas al nornoroeste.
Los Alpes albaneses, en el extremo norte, forman la parte más meridional de los montes Dináricos. Estas montañas están fuertemente karstificadas y tienen profundas gargantas. En Dibra, en la frontera con Macedonia del Norte, se encuentra la montaña más alta del país, el Maja e Korabit, de 2764 m de altura. La segunda montaña más alta es Maja e Jezercës. Se encuentra en su totalidad en Albania y tiene una altitud de 2694 m.
La mayor isla de la costa albanesa es Sazan, situada a la entrada de la bahía de Vlora y hoy deshabitada.

### Biodiversidad
Punto caliente de la biodiversidad, Albania posee una diversidad biológica excepcionalmente rica y contrastada debido a su situación geográfica en el centro del mar Mediterráneo y a la gran diversidad de sus condiciones climáticas, geológicas e hidrológicas. Debido a su lejanía, las montañas y colinas de Albania están dotadas de bosques, árboles y pastos que son esenciales para la vida de una gran variedad de animales, entre otros para dos de las especies más amenazadas del país, el lince y el oso pardo, así como el gato montés, el lobo gris, el zorro rojo, el chacal dorado, el buitre egipcio y el águila real, esta última constituyendo el animal nacional del país.
Los estuarios, humedales y lagos son extraordinariamente importantes para el flamenco mayor, el cormorán pigmeo y el ave más emblemática del país, el pelícano dálmata, que es muy poco frecuente, y la foca monje mediterránea, la tortuga boba y la tortuga verde, que anidan en las aguas y costas del país.
Desde el punto de vista de la fitogeografía, Albania forma parte del Reino Boreal y se extiende, concretamente, dentro de la provincia Iliria de la Región Circumboreal y Mediterránea. Su territorio puede subdividirse en cuatro ecorregiones terrestres del reino paleártico, a saber, dentro de los bosques caducifolios de Iliria, los bosques mixtos de los Balcanes, los bosques mixtos de los Montes Pindus y los bosques mixtos de los Montes Dináricos.
En Albania se pueden encontrar aproximadamente 3500 especies diferentes de plantas, lo que remite principalmente a un carácter mediterráneo y euroasiático. El país mantiene una vibrante tradición de prácticas herbales y medicinales. Un mínimo de 300 plantas que crecen en la zona se utilizan en la preparación de hierbas y medicinas. Los árboles de los bosques están formados principalmente por abetos, robles, hayas y pinos.
Según la comunidad científica, Albania registra uno de los peores índices de pérdida de biodiversidad de Europa. Esto se debe a un modelo económico basado en el turismo de masas, la artificialización del suelo, la caza ilegal y la sobrepesca, la corrupción y la falta de voluntad política para proteger los ecosistemas.

### Áreas protegidas
En Albania hay 14 parques nacionales y 697 monumentos naturales, que pueden ser geológicos (cuevas) hidrológicos (surgencias de agua y lagos) o biológicos (árboles, bosques o biotopos determinados). Los parques nacionales son:
- Abeto de Hotova. Situado en el distrito de Përmet, al sudeste del país, Hotovë-Dangëlli tiene 34 361 hectáreas. El clima húmedo permite la existencia de bosques de abetos de gran tamaño en las zonas umbrías, alternando con matorral y praderas.
- Butrinto. Se halla en el distrito de Sarandë, a 25 km al sur de la ciudad de Saranda. Tiene 859 hectáreas que rodean la antigua ciudad de Butrinto, muy cerca del Estrecho Norte de Corfú, en la desembocadura del lago de Butrinto, con un clima mediterráneo y una vegetación lujuriante de pinos, robles, encinas y laureles, entre otros árboles y matorrales.
- Dajti. Situado en el distrito de Tirana, tiene en torno a 3000 hectáreas, de las cuales algo más de la mitad son forestales. Se extiende entre los 300 y los 1600 m de altitud, por lo que la vegetación cambia a medida que se asciende, desde un bosque de maquis mediterráneo a un bosque de fagáceas y abetos en la cumbre, con hayas centenarias en su parte occidental.
- Divjaka. Se halla en el distrito de Lushnje, tiene 1250 hectáreas y forma parte de la laguna de Karavasta, protegida desde 1994. Por su situación al oeste del país, cerca de los mares Jónico y Adriático, tiene clima mediterráneo, con veranos secos y calurosos. La vegetación dominante es el pino y en las zonas lacustres anidan hasta 229 especies de aves, entre las que destaca el pelícano ceñudo.
- Drenova. Se encuentra en el distrito de Korcë, al este del país, y tiene 1380 hectáreas, de los cuales 780 son de bosque. Se halla entre 1170 y 1790 m de altitud y son famosos sus manantiales. El clima es nivoso en invierno y cálido en verano, aunque con frecuentes precipitaciones. El árbol más frecuente es el fresno, acompañado del pino negro, el arce de montaña y el raro tejo negro. También se conoce como Bozdoveci.
- Tomorr. Situado en el distrito de Skrapar, en el centro-sur del país, tiene 4000 hectáreas y se halla en las laderas del monte Tomorri, de 2415,7 m de altitud. La vegetación es boscosa, dominada por el pino, acompañado del arce de montaña.
- Llogaraja. Situado en el distrito de Vlorë, tiene 1010 hectáreas, de las cuales 800 son de bosque y el resto de prados. Está situado junto al mar, en la divisoria que separa el Adriático y el Jónico, con una altitud que oscila entre los 475 y los 2018 m. La carretera que sigue la costa tiene que ascender hasta el collado de Llogara, a 1025 m, y en el lado norte se encuentra un bosque de grandes pinos y abetos, entre los que destaca el llamado "pino bandera", a 917 m, por tener esa forma debido al viento.
- Prespa. Está situado en el distrito de Korcë, al este y sur del país, en la frontera entre Albania, Grecia y Macedonia del Norte, y tiene 27 750 hectáreas. Incluye la ladera oriental de las montañas kársticas Mali y Thate, cubiertas de bosques, y el espacio acuático de los lagos Prespa, de origen tectónico. La vegetación está formada por hayedos y prados alpinos y subalpinos.
- Pastoreo en los Montes Prokletije, al sur del país.Lura. Situado en el distrito de Dibër o Dibra, tiene 1280 hectáreas y se encuentra en el lado oriental del macizo de Kunora e Lures, al este del país, entre los 1350 y los 1720 m de altitud. Posee 14 lagos glaciares, entre los que destacan el lago Grande, el lago de los Pinos y el lago Negro. La vegetación está formada por coníferas y prados, con un clima mediterráneo de montaña, y entre la fauna destacan el oso pardo, el zorro rojo y el águila.
- Thethi. Se encuentra en el valle de Shala, en el distrito de Shkodër, en los Alpes albaneses, entre los 700 y los 950 m de altitud, y tiene una extensión de 2630 hectáreas. Está rodeado de picos que superan los 2000 metros, de naturaleza cárstica, con lluvias y nevadas abundantes que disminuyen en verano.
- Valle del Valbona. Situado en el distrito de Tropojë, en el nordeste del país, tiene 8000 hectáreas y se encuentra en la parte más alta de los Alpes albaneses, junto a las fronteras de Montenegro y Kosovo, siguiendo el curso alto del río Valbona o Valbonë, con precipitaciones que superan los 2000 mm y que caen en invierno preferentemente, creando una gruesa capa de nieve. La vegetación por debajo del roquedo está formada por hayas, pinos, abetos, castaños y prados de altura. La fauna está formada por lobos, linces, osos, cabras montesas, águilas y nutrias.
- El paso de Shtama. Se encuentra en el distrito de Krujë, en la región de Dürres. Tiene 2000 hectáreas y está cubierto de bosques de pinos y fagáceas, destacando la presencia del pino negral o laricio, con grandes ejemplares.
- Zall Gjocaj. Situado en el distrito de Mat, en el centro del país, tiene solo 140 hectáreas y es destacable por sus pinos y hayas centenarios, hiedras y musgos. Tiene pequeños lagos glaciares y por sus bosques se pasean el oso, el lobo, el lince y la cabra salvaje.
- Shebenik-Jabllanica. Situado en el distrito de Librazhd, en el sudeste del país, tiene 34 000 hectáreas y está cubierto en su mayor parte de bosques, además de humedales, tierras agrícolas y eriales. El clima es húmedo y fresco en invierno y cálido y seco en verano.

### Hidrografía
El país tiene unos 362 kilómetros de costa a lo largo del mar Adriático y el mar Jónico.
El río más largo es el Drin, con una longitud de 282 kilómetros. El Drin Negro nace en el lago Ohrid y se une al Drin Blanco, procedente de Kosovo, en Kukës. El Drin desemboca en el Buna; una pequeña cocha desemboca en el mar Adriático en Lezha. Los ríos Shkumbin, Vjosa, Mat, Erzen y Seman, que nace de la confluencia de Osum y Devoll, desembocan en el Adriático. Casi todos los ríos más largos nacen en zonas montañosas y atraviesan al menos una cordillera en su curso; el afluente Lengarica en un desfiladero extremadamente estrecho. El único río importante que desemboca en el mar Jónico es el Bistrica.
Prácticamente todo el país desagua en el mar Adriático y el mar Jónico. Solo la zona de Vermosh, en el norte del país, pertenece a la cuenca del Danubio y desemboca en el Mar Negro. Y en el sureste, en el distrito de Devoll, una pequeña zona desagua en el mar Egeo a través del Aliakmonas.
Albania cuenta con un gran número de tipos de lagos. El lago de Shkodra, de poca profundidad y 368 km², situado en la frontera con Montenegro, está considerado el mayor lago de la península balcánica. El lago Ohrid, en la frontera con Macedonia, es muy antiguo y profundo. El Gran Lago de Prespa, en el triángulo fronterizo con Grecia y Macedonia, no tiene salida a la superficie. El pequeño lago de Prespa -con 45 km² es el más pequeño de esta lista- es bastante poco profundo a pesar de las montañas que lo rodean. En la zona costera, hay tres lagunas más grandes, el lago de Butrint, la laguna de Narta y la laguna de Karavasta. La Dumreja entre Elbasan y Lushnja se caracteriza por sus lagos kársticos. En el noreste de Albania, en el parque nacional de Lura, hay un gran número de lagos glaciares más pequeños.
El Drin ha sido embalsado tres veces, creando los embalses de Fierza, Koman y Vau-Deja. El Mat también está embalsado dos veces (embalse de Ulza, embalse de Shkopet), y se construyeron dos presas en el Devoll en la década de 2010. Muchos ríos más pequeños también se utilizan para generar electricidad.
En la época comunista, se construyeron pequeños embalses en todo el país para el riego. Hay unos 600 embalses, el mayor de los cuales es el de Thana. Además del riego, el embalse de Bovilla se utiliza principalmente para abastecer de agua potable a Tirana. Una extensa red de canales de riego garantizaba el rendimiento agrícola a pesar del clima cálido. Por otra parte, las llanuras costeras, muy pantanosas e infestadas de malaria antes de la Segunda Guerra Mundial, fueron sistemáticamente desecadas y drenadas para ampliar la superficie utilizable para la agricultura.

## Economía
Albania es el país donde más persistió el régimen comunista de economía centralizada y estatalizada de toda Europa. Sobre una base centrada en la agricultura y la minería, con grandes centrales siderúrgicas, escaso comercio exterior y unas infraestructuras absolutamente insuficientes, las tímidas reformas iniciadas en 1985 desembocaron en un duro ajuste económico en la década de los noventa.
Con una tecnología anticuada, los indicadores económicos cayeron sensiblemente, con descensos en la producción industrial de entre el 55 % y 60 %, abandono de empresas y emigración hacia otros países tales como Italia. La reducción de la producción alcanzó también a la agricultura, donde las colectividades fueron tomadas por los campesinos creando una economía de subsistencia familiar que no producía excedentes.
En la actualidad, los ajustes de 1991 tras las primeras elecciones pluripartidistas, han puesto en marcha de nuevo una parte de la industria pesada, han extendido las zonas de cultivo con inversión extranjera en el regadío, el aporte de maquinaria y el sector bancario ha mejorado notablemente. También hay que destacar que el país ha potenciado el turismo, sobre todo en la zona costera, y regiones como la Riviera albanesa han adquirido bastante fama como destino turístico económicamente bastante asequible.
El Gobierno del primer ministro Edi Rama, en el poder desde 2013, ha adoptado una hoja de ruta económica neoliberal. Está reduciendo el gasto público y fomentando la colaboración público-privada, fuente de enriquecimiento rápido para un círculo de empresarios próximos al gobierno, en la mayoría de los sectores (turismo, enseñanza superior, sanidad, obras públicas, cultura, etc.). El Fondo Monetario Internacional (FMI), tradicionalmente favorable a estas políticas, consideró sin embargo que el gobierno albanés emprendía las privatizaciones con demasiada rapidez y exponía al país a «riesgos fiscales significativos».
El narcotráfico ha crecido considerablemente en los últimos años, representando casi un tercio del PIB en 2017. Según las estimaciones de las aduanas italianas, en 2016 se destruyeron 753.000 plantas de cannabis, frente a las 46.000 de 2014. Esta destrucción sólo habría afectado al 10% de la superficie cultivada. Importantes políticos y empresarios están implicados en este tráfico.

### Sector primario
La agricultura del país se basa en pequeñas y medianas unidades familiares dispersas. Sigue siendo un sector importante de la economía de Albania. Emplea al 41% de la población, y alrededor del 24,31% de la tierra se utiliza para fines agrícolas. En el sureste del país se ha encontrado uno de los emplazamientos agrícolas más antiguos de Europa. En el marco del proceso de preadhesión de Albania a la Unión Europea, se está ayudando a los agricultores a través de los fondos del IPA para mejorar los estándares de la agricultura albanesa.
Albania produce importantes cantidades de frutas (manzanas, aceitunas, uvas, naranjas, limones, albaricoques, melocotones, cerezas, higos, guindas, ciruelas y fresas), hortalizas (papas, tomates, maíz, cebollas y trigo), remolacha azucarera, tabaco, carne, miel, productos lácteos, medicina tradicional y plantas aromáticas. Además, el país es un importante productor mundial de salvia, romero y genciana amarilla. La proximidad del país al mar Jónico y al mar Adriático confiere a la industria pesquera, poco desarrollada, un gran potencial. Según el Banco Mundial y los economistas de la Comunidad Europea, la industria pesquera albanesa tiene un buen potencial para generar ingresos de exportación, ya que los precios en los cercanos mercados griego e italiano son mucho más altos que los del mercado albanés. El pescado disponible en las costas del país es carpa, trucha, dorada, mejillones y crustáceos.
Albania tiene una de las historias más largas de Europa en materia de viticultura. La región actual fue uno de los pocos lugares en los que se cultivó la vid de forma natural durante la edad de hielo. Las semillas más antiguas encontradas en la región tienen entre 4000 y 6000 años. En 2009, el país produjo unas 17 500 toneladas de vino. Durante la época comunista, la superficie de producción se amplió a unas 20 000 hectáreas.

### Sector Secundario
El sector secundario de Albania ha experimentado muchos cambios y diversificación, desde la caída del régimen comunista en el país. Está muy diversificado, desde la electrónica, la industria manufacturera, el textil, hasta la alimentación, el cemento, la minería, y la energía. La fábrica de cemento Antea, en Fushë-Krujë, está considerada como una de las mayores inversiones industriales del país. El petróleo y el gas albaneses representan uno de los sectores más prometedores de su economía, aunque estrictamente regulados. Albania posee los segundos mayores yacimientos de petróleo de la península balcánica, después de Rumanía, y las mayores reservas de petróleo de Europa. La empresa Albpetrol es propiedad del Estado albanés y controla los acuerdos petroleros estatales del país. La industria textil ha experimentado una gran expansión al acercarse a Albania empresas de la Unión Europea (UE). Según el Instituto de Estadística (INSTAT) a partir de 2016, la producción textil marcó un crecimiento anual del 5,3 % y una facturación anual de unos 1.500 millones de euros.
Albania es un importante productor de minerales y se encuentra entre los principales productores y exportadores de cromo del mundo. La nación también es un notable productor de cobre, níquel y carbón. La mina Batra, la mina Bulqizë y la mina Thekna se encuentran entre las minas albanesas más reconocidas que siguen en funcionamiento.

### Sector Terciario
El sector terciario representa el sector de mayor crecimiento de la economía del país. El 36 % de la población trabaja en el sector de los servicios, que contribuye al 65 % del PIB del país. Desde finales del siglo XX, el sector bancario es uno de los principales componentes del sector terciario y se mantiene en buenas condiciones en general debido a la privatización y la política monetaria.
La industria de las telecomunicaciones, que antes era una de las más aisladas y controladas del mundo, representa hoy en día otro elemento importante del sector. Se ha desarrollado en gran medida gracias a la privatización y a las posteriores inversiones de inversores nacionales y extranjeros. Eagle, Vodafone y Telekom Albania son los principales proveedores de servicios de telecomunicaciones del país.
El turismo está reconocido como una industria de importancia nacional y ha aumentado de forma constante desde principios del siglo XXI. Representó directamente el 8,4 % del PIB en 2016, aunque la inclusión de las contribuciones indirectas eleva la proporción al 26 %. En el mismo año, el país recibió aproximadamente 4,74 millones de visitantes, en su mayoría de toda Europa y también de Estados Unidos.
El aumento de visitantes extranjeros ha sido espectacular. Albania tenía solo 500 000 visitantes en 2005, mientras que en 2012 tenía un estimado de 4,2 millones, un aumento del 740 % en solo siete años. En 2015, el turismo de verano se incrementó en un 25 por ciento en contraste con el año anterior, según la agencia de turismo del país. En 2011, Lonely Planet la nombró como uno de los principales destinos turísticos, mientras que The New York Times situó a Albania como el número 4 de los destinos turísticos mundiales en 2014.
El grueso de la industria turística se concentra a lo largo del mar Adriático y el mar Jónico en el oeste del país. Sin embargo, la Riviera albanesa, en el suroeste, cuenta con las playas más pintorescas y prístinas, y suele llamarse la perla de la costa albanesa. Su litoral tiene una longitud considerable de 446 kilómetros. La costa tiene un carácter particular porque es rica en variedades de playas vírgenes, cabos, calas, bahías cubiertas, lagunas, pequeñas playas de grava, cuevas marinas y muchos accidentes geográficos. Algunas partes de esta costa son ecológicamente muy limpias, lo que representa en esta perspectiva zonas inexploradas, que son muy raras dentro del Mediterráneo. Otros atractivos son las zonas montañosas, como los Alpes albaneses, las montañas de Ceraunia y las montañas de Korab, pero también las ciudades históricas de Berat, Durrës, Gjirokastër, Sarandë, Shkodër y Korçë.

## Demografía
La población de Albania, según la definición del Instituto de Estadística, se estimó en 2016 en aproximadamente 2 886 026. La tasa de fertilidad total del país de 1,51 hijos nacidos por mujer es una de las más bajas del mundo. Su densidad de población es de 259 hab/km². La esperanza de vida al nacer es de 78,5 años; 75,8 años para hombres y 81,4 años para mujeres. El país es el octavo más poblado de los Balcanes y se ubica en el puesto 137 entre los países más poblados del mundo. La población del país aumentó constantemente de 2,5 millones en 1979 hasta 1989, cuando alcanzó un máximo de 3,1 millones. Se pronostica que la población no debería alcanzar su número máximo de 1989 hasta 2031, según la tasa de natalidad real y el nivel de migración neta.
La explicación de la reciente disminución de la población es la caída del comunismo en Albania. Fue marcado por la gran emigración masiva económica de Albania a Grecia, Italia y los Estados Unidos. Cuarenta años de aislamiento del mundo, combinados con su desastrosa situación económica, social y política, han causado este éxodo. La migración externa fue prohibida directamente durante el comunismo, mientras que la migración interna fue bastante limitada, por lo tanto, este fue un fenómeno nuevo. Al menos, 900 000 personas salieron de Albania durante este período, de las cuales 600 000 se establecieron en Grecia. La migración tuvo un impacto en la distribución interna de la población del país. Disminuyó particularmente en el norte y el sur, mientras que aumentó en el centro dentro de las ciudades de Tirana y Durrës. Según el Instituto de Estadística (INSTAT) el 1 de enero de 2015, la población de Albania era de 2 893 005.
Alrededor del 53.4 % de la población del país vive en ciudades. Los tres condados más grandes por población representan la mitad de la población total. Casi el 30 % de la población total se encuentra en el condado de Tirana, seguido por el condado de Fier con el 11 % y el condado de Durrës con el 10 %. Más de un millón de personas se concentran en Tirana y Durrës, por lo que es la zona urbana más grande de Albania. Tirana es una de las ciudades más grandes de la península de los Balcanes y ocupa el 7.º lugar con una población de aproximadamente 800 000. La segunda ciudad más grande del país por población es Durrës, con una población de 201 110, seguida de Vlorë con una población de 141 513.

### Minorías étnicas
Los asuntos relativos a la etnicidad son un tema delicado y sujeto a debate en Albania. Contrariamente a las estadísticas oficiales que muestran una mayoría albanesa del 97 % en el país, los grupos minoritarios (como griegos, macedonios, montenegrinos, romaníes y arumanos) frecuentemente han disputado los números oficiales, afirmando un porcentaje más alto de la población del país. Según el censo disputado de 2011, la afiliación étnica era la siguiente: albaneses 2 312 356 (82,6 % del total), griegos 24 243 (0,9 %), macedonios 5512 (0,2 %), montenegrinos 366 (0,01 %), arumanos 8266 (0,30 %), romaníes 8301 (0,3 %), los ashkali 3368 (0,1 %), otras etnias 2644 (0,1 %), no declararon etnicidad 390 938 (14 %), y no relevante 44 144 (1,6 %). Sobre la calidad de los datos específicos, el Comité Asesor del Convenio Marco para la Protección de las Minorías Nacionales declaró que «los resultados del censo deben considerarse con la máxima precaución y pide a las autoridades que no se basen exclusivamente en los datos sobre la nacionalidad recolectada durante el censo al determinar su política sobre la protección de las minorías nacionales».
Albania reconoce a nueve minorías nacionales o culturales: griegos, macedonios, valacos, montenegrinos, serbios, romaníes, ashkali, bosnios y búlgaros. Otras minorías albanesas son gorani, arumanos y judíos. En cuanto a los griegos, «es difícil saber cuántos griegos hay en Albania. El gobierno griego, por lo general se afirma, dice que hay alrededor de 300 000 griegos étnicos en Albania, pero la mayoría de los cálculos occidentales rondan los 200 000». El gobierno albanés cifra solo 24 243. El CIA World Factbook estima que la minoría griega representa el 0,9 % de la población total y el Departamento de Estado usa el 1,17 % para los griegos y el 0,23 % para las otras minorías. Sin embargo, este último cuestiona la validez de los datos sobre la minoría griega, debido a que las medidas se han visto afectadas por el boicot.
Los grupos macedonios y algunos grupos minoritarios griegos han criticado duramente el artículo 20 de la ley del Censo, según el cual se impondrá una multa de mil dólares a cualquier persona que declare una etnia diferente a la que figura en su certificado de nacimiento. Se afirma que este es un intento de intimidar a las minorías para que declaren la etnia albanesa. Según ellos, el gobierno albanés ha declarado que encarcelará a cualquiera que no participe en el censo o se niegue a declarar su etnia. Genc Pollo, el ministro a cargo, ha declarado que «los ciudadanos albaneses podrán expresar libremente su afiliación étnica y religiosa y su lengua materna. Sin embargo, no están obligados a responder a estas delicadas preguntas». Las enmiendas criticadas no incluyen encarcelamiento o declaración forzada de origen étnico o religión; solo se prevé una multa que puede ser revocada por el tribunal.
Representantes griegos forman parte del parlamento albanés y el gobierno ha invitado a los griegos albaneses a registrarse, como la única forma de mejorar su estatus. Por otro lado, nacionalistas, diversas organizaciones y partidos políticos en Albania han expresado su preocupación de que el censo pueda aumentar artificialmente el número de la minoría griega, que luego podría ser explotada por Grecia para amenazar la integridad territorial de Albania.

### Lengua
El albanés es el idioma oficial de la República de Albania. Su forma estándar, hablada y escrita, se revisa y fusiona con los dos dialectos principales, gheg y tosk, aunque se basa principalmente en el dialecto tosk. El río Shkumbin es la línea divisoria aproximada entre los dos dialectos. También se habla un dialecto del griego que conserva características ahora perdidas en el griego estándar moderno en áreas habitadas por la minoría griega. Otros idiomas hablados por las minorías étnicas en Albania incluyen arrumano, serbio, macedonio, bosnio, búlgaro, gorani y romaní. El macedonio es oficial en el municipio de Pustec en Albania Oriental.
El griego es el segundo idioma más hablado en el país, con dos tercios de las familias que tienen al menos un miembro que habla griego. La Francofonía declara que 320 000 hablantes de francés se pueden encontrar en Albania. Otros idiomas hablados incluyen italiano —por razones histórico culturales—, inglés, francés, alemán y turco.
Según el censo de población de 2011, 2 765 610 o el 98.767 % de la población declaró albanés como su lengua materna (la lengua materna se define como el primer idioma o el principal que se habla en el hogar durante la infancia).

### Religión
Albania es un estado secular sin una religión oficial, con la libertad de religión como un derecho constitucional. El censo de 2011, por primera vez desde 1930, incluyó una pregunta abierta opcional sobre religión; el censo registró una mayoría de musulmanes (50,1 %), que incluyen a los suníes (48,01 %) y a los musulmanes bektashi (2,09 %). Los cristianos, que representan el 16,92 % de la población, incluyen católicos (20,00 %), ortodoxos (28,7 %) y evangélicos (0,14 %). Los ateos representaban el 2,5 % de la población y el 5,49 % eran creyentes no afiliados, mientras que el 13,79 % preferían no responder.
Los resultados preliminares del censo de 2011 parecieron dar resultados muy diferentes, con un 70 % de los encuestados que rehusaron declarar su creencia en cualquiera de las creencias mencionadas. La Iglesia ortodoxa albanesa se negó oficialmente a reconocer los resultados, alegando que el 24 % de la población total se adhirió a su fe. Aunque la comunidad musulmana suní ha aceptado oficialmente los resultados del censo, algunos funcionarios de la comunidad musulmana expresaron su descontento con los datos, al alegar que muchos musulmanes no se contaban y que el número de adeptos alcanzaba el 70% de la población albanesa. La Conferencia Episcopal de Albania también arrojó dudas sobre el censo, quejándose de que muchos de sus creyentes no fueron contactados. Los albaneses musulmanes están diseminados por todo el país. Ortodoxos y bektashis se encuentran principalmente en el sur, mientras que los católicos viven principalmente en el norte. En 2008, había 694 iglesias católicas y 425 iglesias ortodoxas, 568 mezquitas y 70 bektashi tekkes en el país.
La tolerancia religiosa es uno de los valores más importantes en la tradición de Albania. Está ampliamente aceptado que los albaneses son muy conocidos por sus valores de tolerancia religiosa y por la coexistencia pacífica entre los creyentes de diferentes comunidades religiosas, que son en su mayoría musulmanes y cristianos. Durante una visita oficial a Tirana, el papa Francisco elogió a Albania como modelo de armonía religiosa, debido a la larga tradición de convivencia religiosa y tolerancia. El país está clasificado entre los países menos religiosos del mundo. Además, la religión desempeña un papel importante en la vida de tan solo el 39 % de la población del país. En el Informe WIN/Gallup International de 2016, el 56 % de los albaneses se consideraban religiosos, el 30 % se consideraban no religiosos, mientras que el 9 % se definían como ateos convencidos; un 80 % cree en Dios y un 40 % cree en la vida después de la muerte. Sin embargo, el 40 % creía en el infierno, mientras que el 42 % creía en el cielo.
La religión tiene una larga y continua historia en el país. Albania es uno de los países cristianos más antiguos del planeta. Durante el Alto Imperio Romano, en los tiempos de los Apóstoles se cree que ya había unas setenta familias cristianas en Durrës. El arzobispado de Durrës fue supuestamente fundado por Pablo el Apóstol, mientras predicaba en Iliria y Epiro. Mientras tanto, en la época medieval, el pueblo albanés apareció por primera vez dentro de los registros históricos de los bizantinos. En este punto, fueron cristianizados en su mayoría. El islam llegó por primera vez a fines del siglo IX a la región, cuando los árabes asaltaron partes de las orillas orientales del mar Adriático. Más tarde surgió como la religión mayoritaria, durante los siglos del período Otomano, aunque una significativa minoría cristiana permaneció.
Durante los tiempos modernos, los regímenes republicanos, monárquicos y posteriormente comunistas albaneses siguieron una política sistemática de separar la religión de las funciones oficiales y la vida cultural. El país nunca ha tenido una religión oficial ni como república ni como reino. En el siglo XX, el clero de todas las religiones se debilitó bajo la monarquía y finalmente fue erradicado durante las décadas de 1950 y 1960, bajo la política estatal de eliminar toda religión organizada de los territorios de Albania. El régimen comunista persiguió y reprimió la observancia religiosa y las instituciones y prohibió por completo la religión. El país fue declarado oficialmente como el primer estado ateo del mundo. Aunque, la libertad religiosa del país ha regresado, desde el final del comunismo.
Entre las confesiones de menor presencia en Albania se incluyen incluyen cristianos evangélicos y varias comunidades protestantes. Además Albania tiene cierta presencia de diferentes iglesias como la Iglesia Adventista del Séptimo Día, la Iglesia de Jesucristo de los Santos de los Últimos Días y los Testigos de Jehová. Con respecto al protestantismo, el primer protestante registrado de Albania fue Said Toptani, que viajó por Europa y regresó a Tirana en 1853, donde predicó el protestantismo. Debido a eso, fue arrestado y encarcelado por las autoridades otomanas en 1864. Los principales protestantes evangélicos se remontan al siglo XIX, mientras que la Alianza Evangélica se fundó en 1892. En la actualidad, tiene 160 congregaciones miembros de diferentes denominaciones protestantes.
Albania fue el único país de Europa donde la población judía aumentó significativamente durante el Holocausto. Después de la emigración masiva a Israel, desde la caída del comunismo, solo quedan 200 judíos albaneses en el país.

## Infraestructura

### Transporte
El transporte en Albania se gestiona dentro de las funciones del Ministerio de Infraestructuras y Energía y de entidades como la Autoridad de Carreteras de Albania (ARRSH), responsable de la construcción y el mantenimiento de las carreteras y autopistas de Albania, así como la Autoridad de Aviación de Albania (AAC), con la responsabilidad de coordinar la aviación civil y los aeropuertos del país.
El aeropuerto internacional Madre Teresa de Tirana es la principal puerta de entrada aérea al país, y es también el principal centro de operaciones de la compañía aérea de bandera de Albania, Air Albania. El aeropuerto transportó a más de 3,3 millones de pasajeros en 2019 con conexiones a muchos destinos en otros países de Europa, África y Asia. El país planea aumentar progresivamente el número de aeropuertos, especialmente en el sur, con posibles ubicaciones en Sarandë, Gjirokastër y Vlorë.
Las autopistas y autovías de Albania están bien mantenidas y, a menudo, siguen en construcción y renovación. La autopista A1 representa un corredor de transporte integral en Albania y la autopista más larga del país. Unirá prospectivamente Durrës, en el mar Adriático, a través de Pristina, en Kosovo, con el Corredor Paneuropeo X, en Serbia. La Autostrada 2 (A2) forma parte del Corredor Adriático-Jónico, así como del Corredor Paneuropeo VIII, y conecta Fier con Vlorë. La Autostrada 3 (A3) está actualmente en construcción y conectará, tras su finalización, Tirana y Elbasan con el Corredor Paneuropeo VIII. Cuando los tres corredores estén terminados, Albania dispondrá de unos 759 kilómetros de autopistas que la conectarán con todos sus países vecinos.
Durrës es el mayor y más activo puerto marítimo del país, seguido de Vlorë, Shëngjin y Sarandë. Desde 2014, es uno de los mayores puertos de pasajeros del mar Adriático, con un volumen anual de pasajeros de aproximadamente 1,5 millones. Los principales puertos dan servicio a un sistema de transbordadores que conecta Albania con numerosas islas y ciudades costeras de Croacia, Grecia e Italia.
La red ferroviaria está administrada por la compañía nacional de ferrocarriles Hekurudha Shqiptare, ampliamente promovida por el dictador Enver Hoxha. Desde el final del comunismo se ha producido un aumento considerable de la propiedad de automóviles privados y del uso de autobuses, mientras que el uso del ferrocarril ha disminuido. Sin embargo, está previsto construir una nueva línea ferroviaria desde Tirana y su aeropuerto hasta Durrës. La ubicación específica de este ferrocarril, que conecta las zonas urbanas más pobladas de Albania, lo convierte en un importante proyecto de desarrollo económico.

### Educación
En el país, la educación es laica, gratuita y obligatoria y se basa en tres niveles de enseñanza segmentados en primaria, secundaria y terciaria. El año académico se reparte en dos semestres que comienzan en septiembre u octubre y terminan en junio o julio. El albanés es la lengua principal de enseñanza en todos los centros académicos del país. El estudio de una primera lengua extranjera es obligatorio y se enseña sobre todo en las escuelas elementales y bilingües. Los idiomas que se enseñan en las escuelas son el inglés, el italiano, el francés y el alemán. El país tiene una esperanza de vida escolar de 16 años y una tasa de alfabetización del 98,7 %, con un 99,2 % para los hombres y un 98,3 % para las mujeres.
La educación primaria obligatoria se divide en dos niveles, primaria y secundaria, del primero al quinto grado y del sexto al noveno, respectivamente. Los alumnos deben asistir a la escuela desde los 6 hasta los 16 años. Una vez terminada la educación primaria, todos los alumnos tienen derecho a asistir a escuelas secundarias con especialización en cualquier campo particular, incluyendo artes, deportes, idiomas, ciencias o tecnología.
La educación terciaria del país, una etapa opcional de aprendizaje formal que sigue a la educación secundaria, ha sido objeto de una profunda reforma y reestructuración en cumplimiento de los principios del Proceso de Bolonia. Hay un número importante de centros de enseñanza superior privados y públicos bien repartidos en las principales ciudades de Albania. Los estudios en la enseñanza terciaria se organizan en tres niveles sucesivos que incluyen la licenciatura, el máster y el doctorado.

### Salud
La Constitución de Albania garantiza una asistencia sanitaria igualitaria, gratuita y universal para todos sus ciudadanos. El sistema sanitario del país se organiza actualmente en tres niveles, entre otros la atención primaria, secundaria y terciaria, y está en proceso de modernización y desarrollo, La esperanza de vida al nacer en Albania es de 77,8 años y ocupa el puesto 37 del mundo, superando a varios países desarrollados La esperanza media de vida saludable es de 68,8 años y ocupa también el puesto 37 del mundo. La tasa de mortalidad infantil del país se estima en 12 por cada 1000 nacidos vivos en 2015. En el año 2000, el país ocupaba el 55.º lugar en la clasificación mundial de atención sanitaria, según la Organización Mundial de la Salud.
Las enfermedades cardiovasculares siguen siendo la principal causa de muerte en el país, con un 52% del total de fallecimientos, Los accidentes, las lesiones y las enfermedades malignas y respiratorias son otras de las principales causas de muerte. Las enfermedades neuropsiquiátricas también han aumentado debido a los recientes cambios demográficos, sociales y económicos del país.
En 2009, el país tenía un suministro de frutas y verduras de 886 gramos per cápita al día, el quinto suministro más alto de Europa. En comparación con otros países desarrollados y en desarrollo, Albania tiene una tasa de obesidad relativamente baja, probablemente gracias a los beneficios para la salud de la dieta mediterránea. Según datos de la Organización Mundial de la Salud de 2016, el 21,7 % de los adultos del país tienen sobrepeso clínico, con un índice de masa corporal (IMC) de 25 o más.

## Cultura
- Tasa aproximada de alfabetización: 75 %[182]
- Religiones: musulmanes suníes, Iglesia ortodoxa albanesa, católica.[155]
- Se estima que del 100 % de la población con creencias religiosas, el 50 % de la población albanesa es musulmana, el 35 % es ortodoxa albanesa y el 15 % católica. Sin embargo, no hay estadísticas estatales disponibles sobre la afiliación religiosa. En 1967 se cerraron las mezquitas y las iglesias además de prohibirse las prácticas religiosas. En noviembre de 1990, Albania empezó a permitir las prácticas religiosas privadas.[183][155]
- Los dos héroes nacionales albaneses son figuras eminentemente cristianas como el príncipe albanés Skanderbeg, o la Madre Teresa de Calcuta (albanesa nacida en Macedonia del Norte).

- Castillo de Krujë.
- Danza típica.
- La albanesa, cuadro de Camille Corot.
- Iglesia de la Virgen María, construida en el siglo X.

### Arte
La historia artística de Albania ha estado especialmente influenciada por una multitud de pueblos, tradiciones y religiones antiguas y medievales. Abarca un amplio espectro con medios y disciplinas que incluyen la pintura, la alfarería, la escultura, la cerámica y la arquitectura, todas ellas ejemplificando una gran variedad de estilos y formas, en diferentes regiones y períodos.
El auge del Imperio bizantino y otomano en la Edad Media estuvo acompañado por un correspondiente crecimiento del arte cristiano e islámico en las tierras de Albania, que se manifiesta en ejemplos de arquitectura y mosaicos en todo el país. Siglos más tarde, el Renacimiento albanés fue crucial para la emancipación de la cultura albanesa moderna y vio un desarrollo sin precedentes en todos los campos de la literatura y el arte, mientras que los artistas trataron de volver a los ideales del impresionismo y el romanticismo. Sin embargo, Onufri, Kolë Idromeno, David Selenica, Kostandin Shpataraku y los hermanos Zografi son los representantes más eminentes del arte albanés.
La arquitectura de Albania refleja el legado de varias civilizaciones que se remontan a la antigüedad clásica. Las principales ciudades de Albania han evolucionado desde el interior del castillo hasta incluir viviendas, estructuras religiosas y comerciales, con un rediseño constante de las plazas y la evolución de las técnicas de construcción. En la actualidad, las ciudades y pueblos reflejan todo un espectro de diversos estilos arquitectónicos. En el siglo XX, muchos edificios históricos y sagrados de influencia antigua fueron demolidos durante la época comunista.
La arquitectura antigua se encuentra en toda Albania y es más visible en Byllis, Amantia, Phoenice, Apollonia, Butrint, Antigonia, Shkodër y Durrës. Teniendo en cuenta el largo periodo de dominio del Imperio Bizantino, introdujeron castillos, ciudadelas, iglesias y monasterios con una espectacular riqueza de murales y frescos visibles. Quizá los ejemplos más conocidos se encuentren en las ciudades del sur de Albania y sus alrededores, como Korçë, Berat, Voskopojë y Gjirokastër. Con la introducción de la arquitectura otomana se produjo un desarrollo de las mezquitas y otros edificios islámicos, que se observa especialmente en Berat y Gjirokastër.
En el siglo XIX se fusionaron el historicismo, el art nouveau y el neoclasicismo, cuyo mejor ejemplo es Korçë. El siglo XX trajo nuevos estilos arquitectónicos, como el estilo italiano moderno, presente en Tirana, como la plaza Skanderbeg y los Ministerios. También está presente en Shkodër, Vlorë, Sarandë y Durrës. Además, otras ciudades recibieron su actual aspecto único en Albania a través de diversas influencias culturales o económicas.
El clasicismo socialista llegó a Albania durante la época comunista, después de la Segunda Guerra Mundial. En esta época se construyeron muchos complejos de estilo socialista, amplias carreteras y fábricas, mientras se rediseñaban las plazas de las ciudades y se demolían numerosos edificios históricos e importantes. Ejemplos notables de ese estilo son la plaza de la Madre Teresa, la Pirámide de Tirana y el Palacio de Congresos.
Tres yacimientos arqueológicos albaneses están incluidos en la lista del Patrimonio Mundial de la Unesco. Se trata de los antiguos restos de Butrint, los centros históricos medievales de Berat y Gjirokastër, y el Patrimonio Natural y Cultural de la región de Ohrid, sitio compartido con Macedonia del Norte desde 2019. Además, las tumbas reales ilirias, los restos de Apolonia, el antiguo anfiteatro de Durrës y la fortaleza de Bashtovë han sido incluidos en la lista provisional de Albania.

### Gastronomía
La gastronomía de Albania está fuertemente influenciada por la cocina turca e italiana, además de contener elementos de la gastronomía de la Antigua Grecia, el Imperio Romano y el Imperio Bizantino. La cocina albanesa se caracteriza por el uso de varias hierbas mediterráneas como el orégano, pimienta negra, menta, albahaca y romero, además de un uso prominente del aceite de oliva y manteca. La carne más utilizada en su cocina es la de cordero, seguida por la res, el conejo y el pollo. Los pescados y mariscos son más comunes en las zonas costeras. También se emplea una gran variedad de vegetales, la mayoría de estos, propios de la región Mediterránea. La leche y otros productos lácteos como el yogur son la base de muchos de los platos típicos de la región. La bebida más popular es el raki, una bebida alcohólica elaborada a base de uvas y otras frutas de la zona, como la ciruela.
Con un litoral a lo largo del Adriático y el Jónico en el mar Mediterráneo, el pescado, los crustáceos y el marisco son populares y forman parte integral de la dieta albanesa. Por lo demás, el cordero es la carne tradicional de las diferentes fiestas y festivales religiosos, tanto para los cristianos como para los musulmanes, aunque también abundan las aves de corral, la ternera y el cerdo.
El Tavë kosi («cazuela de leche agria») es el plato nacional de Albania, que consiste en cordero y arroz horneados bajo un velo espeso y agrio de yogur. El fërgesë es otro plato nacional, compuesto por pimientos, tomates y requesón. También es popular el pite, una pasta horneada con un relleno de una mezcla de espinacas y gjizë (cuajada) o mish (carne picada).
La petulla, una masa frita tradicional, es también una especialidad popular, y se sirve con azúcar en polvo o queso feta y diferentes tipos de mermeladas de frutas. La flia consiste en múltiples capas parecidas a crêpes, untadas con nata y servidas con crema agria. Las krofne, similares a las rosquillas berlinesas, se rellenan con mermelada o chocolate y suelen comerse durante los fríos meses de invierno.

### Música
La música folclórica albanesa es una parte prominente de la identidad nacional, y sigue desempeñando un papel importante en la música albanesa en general. La música folclórica puede dividirse en dos grupos estilísticos, principalmente las variedades del norte de Gheg, y las del sur de Lab y Tosk. Las tradiciones del norte y del sur se contraponen con el tono áspero del norte y la forma musical más relajada del sur.
Muchas canciones se refieren a acontecimientos de la historia y la cultura albanesas, incluidos los temas tradicionales del honor, la hospitalidad, la traición y la venganza. La primera recopilación de música folclórica albanesa fue realizada por dos músicos himariotas, Neço Muka y Koço Çakali, en París, durante su trabajo con la soprano albanesa Tefta Tashko-Koço. Los tres artistas grabaron entonces varias recopilaciones para gramófono, que acabaron por reconocer la isopolifonía albanesa como Patrimonio Cultural Inmaterial de la UNESCO.
El Festivali i Këngës es un concurso de canciones tradicionales albanesas organizado por la emisora nacional Radio Televizioni Shqiptar (RTSH). El festival se celebra anualmente desde su inauguración en 1962 y ha lanzado las carreras de algunos de los cantantes más exitosos de Albania, como Vaçe Zela y Parashqevi Simaku. Es significativamente un concurso musical entre intérpretes albaneses que presentan canciones inéditas en primicia, compuestas por autores albaneses y votadas por jurados o por el público. Desde el año 2004, el ganador obtiene el derecho a representar al país en el Festival de la Canción de Eurovisión.
Las artistas contemporáneas Dua Lipa, Rita Ora, Bebe Rexha, Ava Max, Era Istrefi, Dhurata Dora, Bleona, Elvana Gjata, Ermonela Jaho e Inva Mula han logrado el reconocimiento internacional por su música, mientras que la soprano Ermonela Jaho ha sido descrita por algunos como la «soprano más aclamada del mundo». El cantante de ópera albanés Saimir Pirgu fue nominado a los premios Grammy 2017.

## Ciencia y tecnología
Desde 1993 los recursos humanos en la ciencia y la tecnología han disminuido dramáticamente. Varios estudios indican que entre 1991 y 2005, aproximadamente 50 % de los profesores y científicos de las universidades e institutos albaneses abandonaron el país. Para contrarrestar la situación, en 2009 el gobierno aprobó la «Estrategia Nacional para la Ciencia, Tecnología e Innovación en Albania», que abarca un periodo de seis años. En este se triplica el gasto público destinado a la investigación y desarrollo (I+D) a un 0,6 % del PIB y aumenta la inversión del gobierno a la I+D proveniente de recursos extranjeros incluyendo el Marco de Programas para la Investigación de la Unión Europea, el cual cubre cerca del 40 % de los gastos de I+D, entre otros.
Según el Índice mundial de innovación, a cargo de la Organización Mundial de la Propiedad Intelectual, en 2024, Albania se ubicó en lugar 84 en innovación entre 133 países del mundo; mientras que en 2023 ocupó el lugar 83 y el lugar 84 en 2022.

## Deporte
Desde principios del siglo XX, el deporte más popular es el fútbol, tanto en número de atletas como en número de espectadores. La Federación Albanesa de Fútbol (FSHF) es el organismo encargado de la promoción y regulación de este deporte en el país. Fue fundada en 1930 y actualmente es un miembro de la FIFA y miembro fundador de la UEFA. La selección de fútbol de Albania ha tenido un rendimiento discreto en el escenario continental y nunca ha participado en una Copa Mundial de Fútbol. Otros deportes populares incluyen el baloncesto, voleibol, tenis, natación, entre otros. Albania hizo su debut en los Juegos Olímpicos de Múnich 1972, y hasta 2012 ninguno de sus atletas ha conseguido alguna medalla.
El 11 de octubre de 2015, la selección de fútbol de Albania hizo historia, al clasificarse por primera vez a la Eurocopa 2016 que se disputó en Francia, tras vencer por 0-3 de visita a la Selección de Armenia.
En el torneo formó parte del Grupo A junto a las selecciones de Rumanía, Suiza y la anfitriona Francia, el 11 de junio de 2016 jugó su primer partido en una fase final de la Euro enfrentándose en el Stade Bollaert en Lens al seleccionado de Suiza ante la cual cayó por 0-1, el 15 de junio de 2016 en el Stade Vélodrome de Marsella cayó nuevamente, esta vez ante la selección anfitriona de la Euro 2016, Francia, en esta oportunidad por un marcador de 0-2 y finalmente el 19 de junio de 2016 en Lyon consiguió su primera victoria en una Eurocopa ante la selección de Rumanía, en una noche histórica para el fútbol albanés donde Armando Sadiku logró el primer gol albanés en una Eurocopa. A pesar de ello, quedó eliminada en la fase de grupos.